# Harold Moody (Leichtathlet)

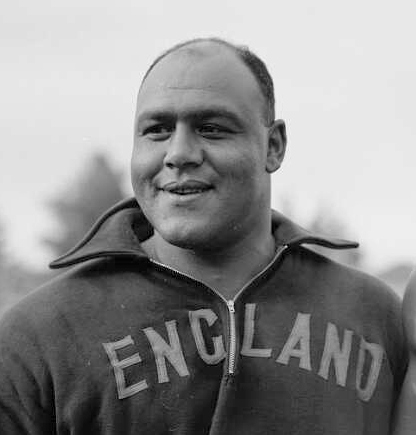
Harold Moody (1950)

Harold Moody (Harold Ernest Arundel Moody; * 1. November 1915 in Camberwell; † 12. September 1986 in Auckland, Neuseeland) war ein britischer Kugelstoßer und Diskuswerfer.
1948 schied er beim Kugelstoßen der Olympischen Spiele in London in der Qualifikation aus.
Bei den British Empire Games 1950 in Auckland gewann er für England startend Silber im Kugelstoßen und wurde Siebter im Diskuswurf.
Seine persönliche Bestweite im Kugelstoßen von 14,32 m stellte er am 27. Februar 1950 in Nelson auf.